# Jerseyville
Jerseyville ist eine Kleinstadt und Verwaltungssitz des Jersey County im Westen des US-amerikanischen Bundesstaates Illinois. Im Jahre 2020 hatte Jerseyville 8.337 Einwohner.
Jerseyville liegt im Metro-East genannten östlichen Teil der Metropolregion Greater St. Louis um die Stadt St. Louis im benachbarten Missouri.

## Geographie und Verkehr
Jerseyville liegt auf 39°07'15" nördlicher Breite und 90°19'39" westlicher Länge. Die Stadt erstreckt sich über eine Fläche von 11,4 km², die ausschließlich aus Landfläche besteht.
23 km südwestlich von Jerseyville mündet bei Grafton der Illinois River in den Mississippi River, der die Grenze nach Missouri bildet.
Durch Jerseyville führt der U.S. Highway 67, der hier mit der Illinois State Route 16 und der Illinois State Route 109 zusammentrifft. Durch Jerseyville führt auch eine Eisenbahnlinie der BNSF Railway.
St. Louis liegt 64 km im Süden. Nach Norden sind es 407 km zu den Quad Cities. Über die 125 km entfernte Hauptstadt Springfield sind es in nordöstlicher Richtung 446 km nach Chicago. Kansas City liegt 435 km im Westen und Louisville 478 km im Osten.

## Geschichte
Im Jahre 1827 errichtete James Faulkner aus Pennsylvania für sich und seine Familie auf dem Gebiet der heutigen Stadt Jerseyville ein Anwesen, das Little Red House genannt wurde. Little Red House diente als Poststation, ebenso wie es hier die erste Schule, die erste Bank und das erste Wirtshaus der Umgebung gab. Im Jahre 1864, als die nun Hickory Grove genannte Siedlung um Falkners Haus allmählich wuchs, wurde die Gegend von den aus New Jersey stammenden John Lott und Edward M. Daly vermessen und für die Ansiedlung größerer Mengen neuer Siedler aus New Jersey vorbereitet. Nach deren Ansiedlung wurde auf einer Versammlung der neue Name der Stadt gewählt und die Mehrheit entschied sich aufgrund ihrer Herkunft aus New Jersey für Jerseyville.
1839 wurde das heutige Jersey County aus dem Greene County ausgegründet und die Stadt Jerseyville zum Verwaltungszentrum des neuen nach der Stadt benannten County gemacht. Nach dem Ende des Bürgerkrieges und der Fertigstellung der Alton & Chicago Railroad erlebte die Stadt eine wirtschaftliche Blüte. Der größte Teil der Betriebe und Geschäfte, die heute in der Innenstadt vorhanden sind, stammen aus dieser Epoche vom Ende des 19. und dem Beginn des 20. Jahrhunderts. In dieser Zeit wurde auch das heute noch bestehende Gerichtsgebäude im neoromanischen Stil errichtet. Andere, im viktorianischen Stil in dieser Zeit errichtete Gebäude bestimmen heute noch das Bild der Innenstadt.
Die historische Altstadt (Downtown Historic District) beherbergt heute Antiquitätenläden, Andenkengeschäfte, Modeboutiquen sowie Restaurants und Banken.
Seit den frühen 1990er Jahren entwickelte sich besonders der südliche und südwestliche Teil der Stadt. Es entstanden neue Wohnviertel und Einkaufsmöglichkeiten, nachdem das Stadtgebiet ausgeweitet worden war.
Das Gerichtsgebäude des Jersey County und der Jersey Historic District fanden 1986 Aufnahme in die Nationale Liste der historischen Stätten. Im Jahre 1998 wurde das 1866 errichtete Farmgebäude von William H. Fulkerston in die Liste aufgenommen. Das Gebäude liegt am Highway 67 am nördlichen Stadtrand.
Jerseyville war auch eine kleine Station der Underground Railroad. Das Little Red House wurde bis zum Ende des Bürgerkrieges als Versteck für entflohene Sklaven aus dem Süden genutzt.

## Demografische Daten
Bei der Volkszählung im Jahre 2010 wurde eine Einwohnerzahl von 8465 ermittelt. Diese verteilten sich auf 3480 Haushalte in 2171 Familien. Die Bevölkerungsdichte lag bei rund 700/km².
Die Bevölkerung bestand im Jahre 2000 aus 98,85 % Weißen, 0,09 % Afroamerikanern, 0,18 % Indianern, 0,16 % Asiaten und 0,10 % anderen. 0,63 % gaben an, von mindestens zwei dieser Gruppen abzustammen. 0,54 % der Bevölkerung bestand aus Hispanics, die verschiedenen der genannten Gruppen angehörten.
24,4 % waren unter 18 Jahren, 8,1 % zwischen 18 und 24, 27,2 % von 25 bis 44, 19,9 % von 45 bis 64 und 20,4 % 65 und älter. Das durchschnittliche Alter lag bei 38 Jahren. Auf 100 Frauen kamen statistisch 84,6 Männer, bei den über 18-Jährigen 80,5.
Das durchschnittliche Einkommen pro Haushalt betrug $35.556, das durchschnittliche Familieneinkommen $46.832. Das Einkommen der Männer lag durchschnittlich bei $37.312, das der Frauen bei $21.282. Das Pro-Kopf-Einkommen belief sich auf $20.178. Rund 5,80 % der Familien und 7,3 % der Gesamtbevölkerung lagen mit ihrem Einkommen unter der Armutsgrenze.

## Bekannte Bewohner von Jerseyville
- Russell Dunham – Veteran des Zweiten Weltkrieges und Träger der Medal of Honor[6]
- Brent Hawkins – Ehemaliger Football-Profi der Jacksonville Jaguars in der NFL
- Arthur Scott King (1876–1957) – Physiker und Astrophysiker
- Anthony L. Knapp (1828–1881) – Abgeordneter des Repräsentantenhauses von Illinois
- Robert M. Knapp (1831–1879) – Abgeordneter des Repräsentantenhauses von Illinois, Bürgermeister von Jerseyville (1871–1876)
- Thomas J. Selby (1840–1917) – Abgeordneter des Repräsentantenhauses von Illinois, Bürgermeister von Jerseyville
- Jana Shortal – Reporterin für KARE-TV in Minneapolis-St. Paul.[7]